# بنة حاج غلام (شبانكارة)
بنة حاج غلام (بالفارسية: بنه‌حاج‌غلام) هي قرية تقع في إيران في قسم شبانكارة الريفي.